# Strażnica KOP „Pohost”

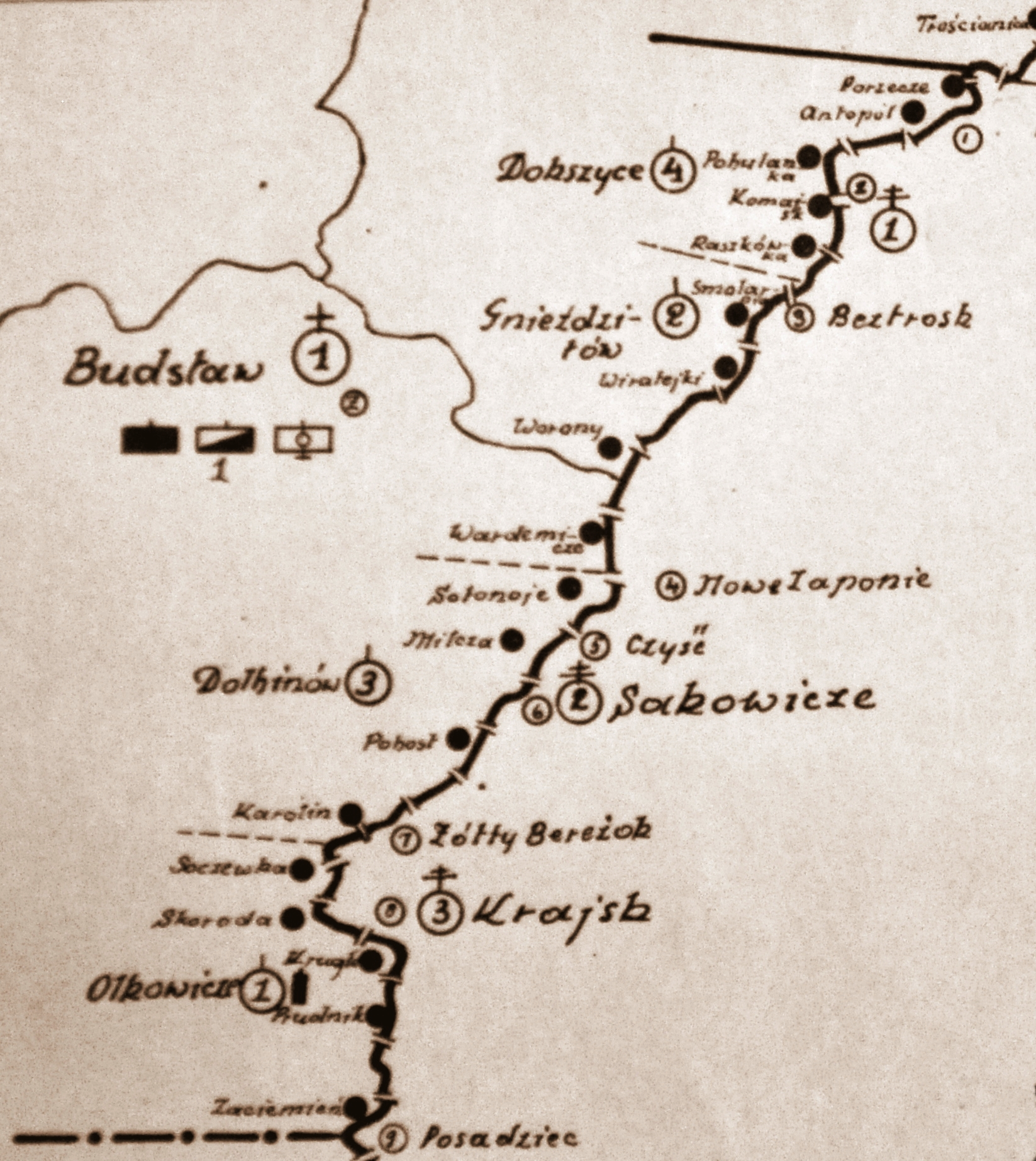
Rozmieszczenie batalionu KOP „Budsław” w 1931

Strażnica KOP „Pohost” – zasadnicza jednostka organizacyjna Korpusu Ochrony Pogranicza pełniąca służbę ochronną na granicy polsko-sowieckiej.

## Geneza
Do czasu zakończenia wojny polsko-bolszewickiej, czyli do jesieni 1920, wschodnią granicę państwa polskiego wyznaczała linia frontu. Dopiero zarządzeniem z 6 listopada 1920 utworzono Kordon Graniczny Ministerstwa Spraw Wojskowych. W połowie stycznia 1921 zmodyfikowano formę ochrony granicy i rozpoczęto organizowanie Kordonu Granicznego Naczelnego Dowództwa WP. Obsadzony on miał być przez żandarmerię polową i oddziały wojskowe. Latem 1921 ochronę granicy wschodniej postanowiło powierzyć Batalionom Celnym. W Milczy rozmieszczono dowództwo 3 kompanii 44 batalionu celnego, a ta wystawiła placówkę „Pohost”. 
W drugiej połowie 1922 przeprowadzono kolejną reorganizację organów strzegących granicy wschodniej. 1 września 1922 bataliony celne przemianowano na bataliony Straży Granicznej. W rejonie odpowiedzialności przyszłej strażnicy KOP „Pohost” służbę graniczną pełniły pododdziały 3 kompanii 44 batalionu Straży Granicznej, która to wystawiła placówkę właśnie w Pohoście. 
Już w następnym roku zlikwidowano Straż Graniczną, a z dniem 1 lipca 1923 pełnienie służby granicznej na wschodnich rubieżach powierzono Policji Państwowej. 
W sierpniu 1924 podjęto uchwałę o powołaniu Korpusu Ochrony Pogranicza – formacji zorganizowanej na wzór wojskowy, a będącej w etacie Ministerstwa Spraw Wewnętrznych.

## Formowanie i zmiany organizacyjne
W 1924, w składzie 3 Brygady Ochrony Pogranicza, został sformowany 1 batalion graniczny. W 1928 w skład batalionu wchodziło 18 strażnic. Strażnica KOP „Pohost” w latach 1928–1939 znajdowała się w strukturze 3 kompanii KOP „Dołhinów”  batalionu KOP „Budsław”. Strażnica liczyła około 18 żołnierzy i rozmieszczona była przy linii granicznej z zadaniem bezpośredniej ochrony granicy państwowej.
W 1932 obsada strażnicy zakwaterowana była w budynku KOP. Strażnicę z macierzystą kompanią łączył trakt długości 6,9 km.

## Służba graniczna
Podstawową jednostką taktyczną Korpusu Ochrony Pogranicza przeznaczoną do pełnienia służby ochronnej był batalion graniczny. Odcinek batalionu dzielił się na pododcinki kompanii, a te z kolei na pododcinki strażnic, które były „zasadniczymi jednostkami pełniącymi służbę ochronną”, w sile półplutonu. Służba ochronna pełniona była systemem zmiennym, polegającym na stałym patrolowaniu strefy nadgranicznej, wystawianiu posterunków alarmowych, obserwacyjnych i kontrolnych stałych, patrolowaniu i organizowaniu zasadzek w miejscach rozpoznanych jako niebezpieczne, kontrolowaniu dokumentów i zatrzymywaniu osób podejrzanych, a także utrzymywaniu ścisłej łączności między oddziałami i władzami administracyjnymi. Strażnice KOP stanowiły pierwszy rzut ugrupowania kordonowego Korpusu Ochrony Pogranicza.
Strażnica KOP „Pohost” w 1932 i 1938 ochraniała pododcinek granicy państwowej szerokości 7 kilometrów 275 metrów od słupa granicznego nr 395 do 405.
Sąsiednie strażnice:
- strażnica KOP „Milcza” ⇔ strażnica KOP „Karolin” – 1928[10], 1929[11], 1931[12] , 1932[13], 1934[14], 1938[15]

## Walki o strażnicę w 1939
Strażnice 3 kompanii „Dołhinów” kpt. Zygmunta Waligórskiego zaatakowały pododdziały 14 oddziału ochrony pogranicza NKWD. Strażnica KOP „Pohost” podjęła walkę. Poległ jej dowódca plut. Komar oraz 4 innych żołnierzy. Część załóg zdołała się wycofać w kierunku Dołhinowa, skąd kompania cofnęła się na Budsław. Mogiła poległych żołnierzy KOP została odnaleziona i ekshumowana przez Wydział Kresowy Biura Poszukiwań i Identyfikacji IPN  oraz żołnierzy specjalistycznego batalionu poszukiwawczego Sił Zbrojnych Republiki Białorusi 12.09.2017. Uroczysty pogrzeb wraz z asystą odbył się 27.09.2017 w Dołhinowie, szczątki spoczęły na miejscowym cmentarzu wojennym.

## Dowódcy strażnicy
- plut. Komar ( − IX 1939)